# Oxa (artista)
Oxa (Taquarituba, 1990) é uma cantora, dançarina e compositora queer brasileira. Participou da 9ª temporada do The Voice (talent show) da Alemanha, no ano de 2019. Em 2020 lançou seu primeiro single. No ano de 2024, foi convidada para interpretar Michael Jackson no musical "MJ, o Musical", em Hamburgo, na Alemanha — papel o qual ela interpreta até hoje. Em 2025, lançou dois singles "True to Yourself" e "Outcast".

## Biografia
Nascida em Taquarituba, um município com pouco mais de 20 mil habitantes no interior de São Paulo, Oxa é uma mulher transgênero que iniciou sua trajetória artística na infância. Aos seis anos, venceu seu primeiro campeonato de dança de salão ao lado da avó  .
Aos 11 anos, ingressou na Fanfarra Municipal da cidade, onde treinou por cerca de seis anos. Nesse período, tornou-se a primeira bailarina — e baliza — a vencer um campeonato masculino, aos 14 anos  .
Anos depois, aceitou o convite para integrar o grupo de teatro Gruta Dionísios. Aos 16 anos, destacou-se no festival de dança Mapa Cultura e, em seguida, foi convidada a integrar a Companhia de Dança Faces Ocultas, em Salto de Itu, SP   .

## Carreira

### 2019: The Voice Alemanha
Em 2019, Oxa participou da 9ª temporada do The Voice (talent show) da Alemanha, que estreou em 12 de setembro no canal ProSieben e em 15 de setembro  .
Durante a competição, Oxa escolheu integrar o time de Mark Forster  e rapidamente se destacou pelas suas performances marcantes. Chegou até a semifinal, mas foi eliminada nesta fase, perdendo para Fidi Steinbeck  .
| Episodio | Data       | Fase                       | Música Performada  | Adversário     | Resultado                   |
| -------- | ---------- | -------------------------- | ------------------ | -------------- | --------------------------- |
| 03       | 19/09/2019 | Audições às cegas          | Toy                | -              | Venceu                      |
| 13       | 24/10/2019 | Batalhas                   | Don't Stop Me Now  | Sabina Noronha | Venceu                      |
| 14       | 27/10/2019 | Nocautes                   | Born This Way      | Maciek         | Venceu                      |
| 16       | 03/11/2019 | Shows ao Vivo (Semi-final) | I'm Still Standing | Fidi Steinbeck | Perdeu (42.6% de aprovação) |

### 2020–2024: Carreira solo, parcerias e MJ: O Musical
Entre 2020 e 2024, Oxa lançou oito faixas musicais, incluindo singles, colaborações e remixes, consolidando sua presença na cena pop e eletrônica. Sua carreira solo teve início em 2020 com o lançamento do provocativo e autoral single .
Em 2022, Oxa ampliou seu alcance ao unir forças com a equipe de produção de funk carioca Hitmaker, liderada por Wallace Vianna, no lançamento do single "Não Tenta". A faixa trouxe batidas envolventes e uma fusão entre o funk e o pop contemporâneo, reafirmando sua versatilidade como artista e intérprete .
Em 2024, Oxa recebeu o convite para integrar o elenco da versão alemã do espetáculo da Broadway MJ – O Musical, em cartaz em Hamburgo, Alemanha, interpretando o papel de Michael Jackson (Alternate)  .

## Discografia
| Título                      | Ano de lançamento | Tipo de Produção | Detalhes                                    |
| --------------------------- | ----------------- | ---------------- | ------------------------------------------- |
| " B I X A"                  | 2020              | Single           | Primeiro single lançado por Oxa             |
| "Primeiro Single - Remixes" | 2020              | EP               | Faixa 1 - Remix Rosbech Remix               |
| "Primeiro Single - Remixes" | 2020              | EP               | Faixa 2 - Remix DJ's Macau & Zambianco Club |
| "Primeiro Single - Remixes" | 2020              | EP               | Faixa 3 - Remix DJ Basswood Alley           |
| "Primeiro Single - Remixes" | 2020              | EP               | Faixa 4 - Remix DJ Rafael Barreto           |
| "Primeiro Single - Remixes" | 2020              | EP               | Faixa 5 - Remix DJ Binho Uckermann          |
| "It's Okay"                 | 2020              | Single           | -                                           |
| "Amor Com Você"             | 2020              | Single           | -                                           |
| "Sientate"                  | 2021              | Participação     | Single de Piettro                           |
| "Não tenta"                 | 2022              | Single           | feat Hitmaker                               |
| "Bate Cabelo pela Paz"      | 2022              | Single           | -                                           |
| "MINHA BRISA"               | 2022              | Single           | -                                           |
| "Onipresente"               | 2024              | Single           | -                                           |
| "True to Yourself"          | 2025              | Single           | -                                           |
| "Outcast"                   | 2025              | Single           | -                                           |